# Carnellets

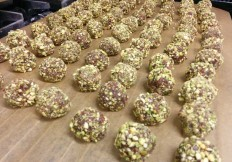
Carnellets dels carnissers

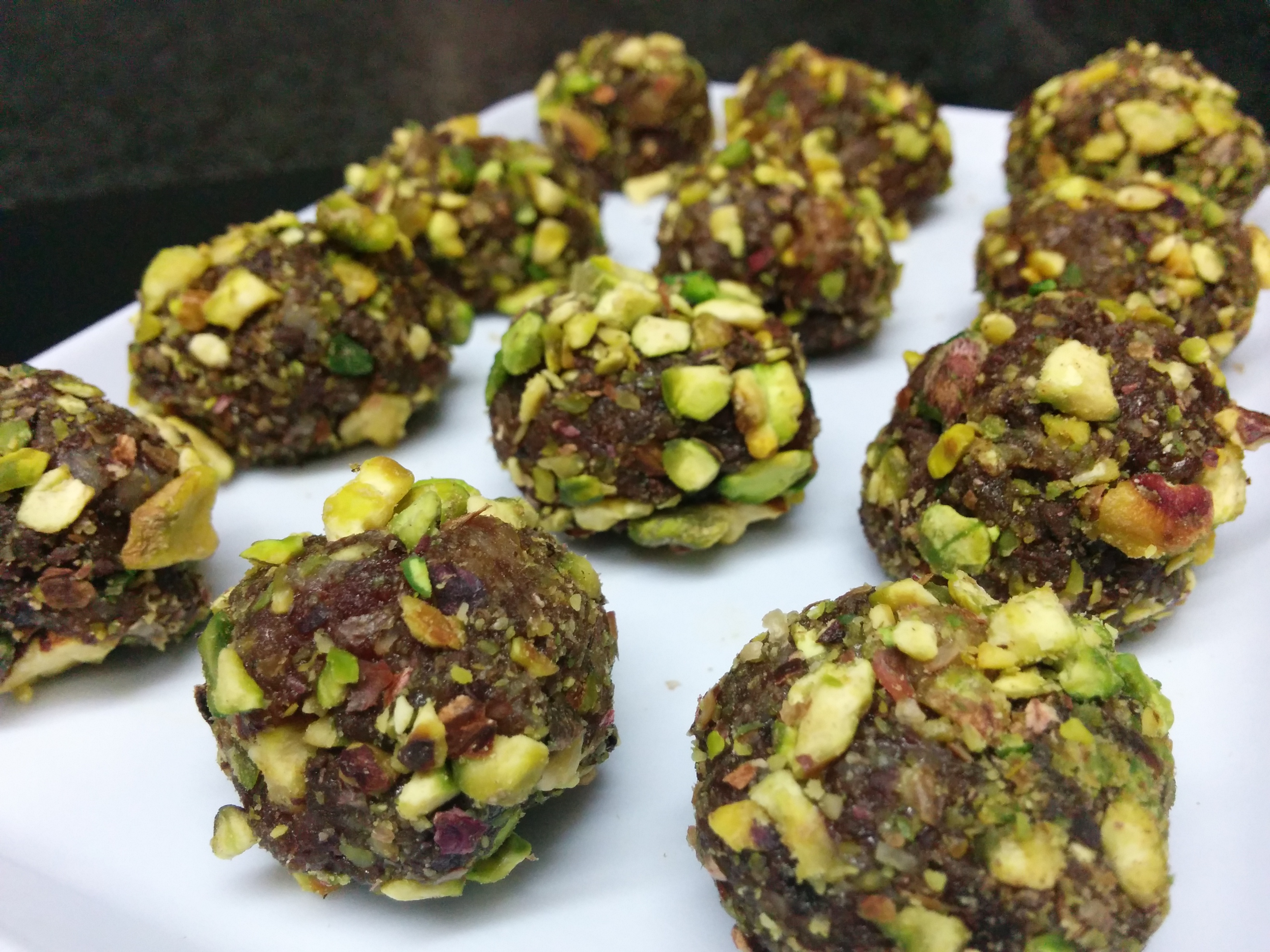
Carnellets de botifarra dolça, xocolata i festucs

Els carnellets són un producte de carnisseria catalana consistent en preparats de carn com si es tractés d'un panellet. Els carnellets s'instauren com a opció gastronòmica catalana i es poden trobar únicament a les carnisseries i xarcuteries de Catalunya per la celebració de la castanyada i Tots Sants. Es poden trobar sense coure amb diferents farcits o cuits amb botifarra dolça o diferents tipus de carn. S'arrebossen amb ametlles, xocolata, festucs, coco, pinyons…